# Masashi Nishiyama
Masashi Nishiyama (jap. 西山将士) (Shimonoseki, Japan, 9. srpnja 1985.) je japanski judaš i član judo kluba Nippon Steel Corporation.
Judaš je rođen u Shimonosekiju te je diplomirao na tokijskom Sveučilištu Kokushikan. Početkom 2000-ih se natjecao u težinskoj kategoriji do 100 kg nakon čega se prebacuje na 90 kg.
Nishiyama je poražen u nacionalnim kvalifikacijama za OI u Londonu 2012. ali je u konačnici uveden u olimpijsku judo reprezentaciju. Na samoj olimpijadi, judaš je poražen u četvrtfinalu ali je kroz represaž i borbu za treće mjesto uspio osvojiti broncu.

## Olimpijske igre

### OI 2012. London
| London 2012.    | London 2012. | London 2012.           | London 2012.    |
| Protivnik       | Zemlja       | Uspjeh                 | Natjecanje      |
| --------------- | ------------ | ---------------------- | --------------- |
| Chingiz Mamedov | Kirgistan    | 110:0; pobjeda         | 1. krug         |
| Timur Bolat     | Kazahstan    | 10:0; pobjeda          | 2. krug         |
| Song Dae-Nam    | Južna Koreja | 101:111; poraz         | četvrtfinale    |
| Dilshod Choriev | Uzbekistan   | 12:12; pobjeda ipponom | repesaž         |
| Kiril Denisov   | Rusija       | 0:0; pobjeda ipponom   | borba za broncu |